# Drapeau d'Orlando
Le drapeau d’Orlando, en Floride, est un drapeau horizontal bicolore blanc et bleu défiguré avec une représentation stylisée de la fontaine commémorative Linton E. Allen au centre. La bande bleue inférieure occupe un tiers de la longueur verticale. Autour de la fontaine se trouve une représentation dorée du soleil en forme de lettre « O ». La partie du soleil sur la bande bleue est divisée par quatre fines bandes bleues, créant l’apparence de la lumière du soleil sur les vagues.

## Conception et symbolisme
Le fond blanc et bleu représente le patriotisme, la persévérance et la paix. Le jaune représente le soleil, l’espoir et le bonheur. La fontaine du lac Eola a été choisie comme symbole distinctif et reconnaissable de la ville, et son eau courante représente l’énergie et l’innovation continues. La base de la fontaine est divisée en six segments égaux, ce qui représente les six quartiers de commission d’Orlando. L’anneau jaune – en forme de lettre O – symbolise l’unité, la connectivité et l’intemporalité. La bande bleue représente également l’eau, et le soleil jaune qui s’y reflète symbolise l’examen attentif du passé et la vision audacieuse de l’avenir de la ville,.

## Histoire

### Premier drapeau

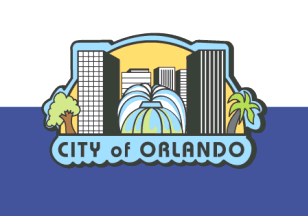
Premier drapeau de la ville d'Orlando (1980–2017)

La ville avait déjà un drapeau. Le premier drapeau, comme l’actuel, a été créé grâce à un concours de design. Le concours était parrainé par le Conseil des arts et des sciences ainsi que par l’Orlando Kiwanis Club. Il a été adopté par le conseil municipal le 2 juin 1980 et est resté en usage jusqu’à ce que le nouveau design soit adopté.
L’ancien et l’actuel drapeau d’Orlando étaient bicolores horizontaux de blanc et de bleu, mais dans le premier drapeau de la ville, ces deux bandes étaient de taille égale. Le drapeau comportait deux palmiers, deux bâtiments non identifiés et la fontaine du lac Eola au centre. D’autres bâtiments pouvaient être vus derrière la fontaine. Au bas du drapeau, on pouvait lire « VILLE d’ORLANDO » entouré d’une couleur bleu clair. Le drapeau avait un demi-cercle jaune-orange clair derrière les objets vus au premier plan.

### Drapeau actuel
Le drapeau actuel d’Orlando a été redessiné et adopté pour célébrer le 142e anniversaire de la ville. Le concours de refonte du drapeau a été lancé le 15 février 2017. Le conseil municipal d’Orlando a accordé une période de quatre mois pour la participation du public et les discussions en comité. Le processus de soumission a duré du 15 février au 22 mars ; Toute personne pouvait soumettre jusqu’à trois designs, mais ceux-ci devaient être soumis par courrier traditionnel ou livrés à l’un des sept endroits acceptés. La ville a reçu plus de 1 100 soumissions envoyées d’au moins sept pays, douze États et cinq écoles locales. Le drapeau a été sélectionné à partir d’une liste de finalistes et, le 24 juillet 2017, il a été approuvé. Lors du vote du conseil municipal, tous les commissaires sauf un ont voté en faveur de l’adoption du drapeau. Au cours du processus de refonte, le conseil municipal s’est réuni au moins six fois, au cours desquelles il aurait dialogué avec 23 000 personnes via les médias sociaux et au moins 500 résidents en personne. Le drapeau a été conçu par Tim Eggert, un graphiste professionnel et diplômé de l’Université de Floride centrale. La première levée du drapeau a eu lieu devant l’hôtel de ville d’Orlando à 13h00, au cours de laquelle le maire, Buddy Dyer, était accompagné des commissaires de la ville.